# Jella Mtagwa
Jella Mtagwa Mataguri – tanzański piłkarz grający na pozycji obrońcy. W swojej karierze grał w reprezentacji Tanzanii.

## Kariera klubowa
Swoją karierę piłkarską Mtagwa rozpoczął w klubie Nyota Africa FC. Zadebiutował w nim w 1970 roku i grał w nim do 1972 roku. W latach 1973–1975 grał w Young Africans SC, z którym w 1974 roku został mistrzem Tanzanii. W 1976 roku grał w Nyota Africa, a w latach 1977-1979 w Pan African SC, z którym w 1979 zdobył Puchar Tanzanii. Następnie ponownie grał w Young Africans SC i Pan African SC, w którym w 1984 zakończył karierę.

## Kariera reprezentacyjna
W reprezentacji Tanzanii Mtagwa zadebiutował w 1973 roku. W 1980 roku powołano go do kadry na Puchar Narodów Afryki 1980. Na tym turnieju rozegrał trzy mecze grupowe: z Nigerią (1:3), z Egiptem (1:2) i z Wybrzeżem Kości Słoniowej (1:1). W kadrze narodowej grał do 1984 roku.